# Dornie
Dornie, en gaélique écossais An Dòrnaidh, est un village du Royaume-Uni situé dans le Nord-Ouest de l'Écosse, dans le Council Area de Highland.
Le village, peuplé de 360 habitants, se trouve sur la rive orientale du loch Long, juste avant qu'il ne soit enjambé par le pont de la route A87 et qu'il ne forme le loch Alsh par réunion avec le loch Duich. Juste au sud du village, non loin du littoral, se trouve la petite île d'Eilean Donan accessible par un pont et dominée par un château fort qui constitue un des sites touristiques les plus importants de la région.

### Référence
1. ↑  (en) « Site officiel du château d'Eilean Donan - Home », sur eileandonancastle.com (consulté le 10 mars 2010).